# Taliabu
Taliabu (indonez. Pulau Taliabu) – wyspa w Indonezji pomiędzy Morzem Moluckim a morzem Banda; największa w grupie wysp Sula; powierzchnia 2913,2 km², długość linii brzegowej 410,5 km. 
Od zachodu cieśnina Salue Timpaus oddziela ją od wysp Banggai; od  wschodu cieśnina Capalulu od wyspy Mangole; powierzchnia górzysta (wys. do 1649 m n.p.m.). Uprawa kukurydzy zwyczajnej, palmy kokosowej, sagowca; rybołówstwo; eksploatacja lasów (rattan, żywice); główne miasto Todeli.